# Mariele (Vorname)
Mariele ist ein weiblicher Vorname.

## Herkunft und Bedeutung
Er ist ein deutscher Vorname. Er ist die Verkleinerungsform von Maria.
Varianten sind Maja, Mareike, Marita, Meike, Mia, Mitzi und Ria.

## Bekannte Namensträgerinnen
- Mariele Millowitsch (* 1955), deutsche Schauspielerin
- Mariele Neudecker (* 1965), deutsche Künstlerin